# Спера
Спера (итал. Spera) — упраздённая коммуна в Италии, расположена в автономной области Трентино-Альто-Адидже, подчиняется административному центру Тренто. Ныне является фракцией коммуны Кастель-Ивано.
Население коммуны, на 31.12.2015 года, составляло 583 человека, плотность населения — 179,26 чел./км². Занимает площадь 3,25 км². 
Почтовый индекс — 38059. Телефонный код — 0461.
Покровительницей коммуны почитается Пресвятая Дева Мария Ассунта, 15 августа ежегодно отмечается праздник Вознесения Девы Марии.

## История
Коммуна Спера была упразднена 1 января 2016 года, с целью создания новой коммуны Кастель-Ивано. Она была создана путём объединения соседних муниципалитетов Спера, Стриньо и Вилла-Аньедо.

## Демография
Динамика населения: